# Karin Keller-Sutter
Karin Keller-Sutter   (Niederuzwil, 22 de desembre de 1963) (nom de soltera Sutter) és una política suïssa que exerceix com a membre del Consell Federal de Suïssa d'ençà del 2019, i com a presidenta de la Confederació Suïssa d'ençà del 2025.
Keller-Sutter és membre del Partit Liberal Radical de Suïssa i fou cap del Departament Federal de Finances. Anteriorment va exercir al Consell d'Estats (Suïssa) del 2011 al 2019 i del 2017 al 2018 com a presidenta del Consell d'Estats. Anteriorment havia ocupat diversos càrrecs polítics a nivell cantonal i municipal.
El 2023, Keller-Sutter va ser catalogada com una de les dones més influents del món pel Financial Times. Se li va acreditar principalment el seu compromís amb l'adquisició de Crédit Suisse per part d'UBS.

## Primera vida i educació
Keller-Sutter va néixer Karin Maria Sutter el 22 de desembre de 1963 a Uzwil, Suïssa, sent la més jove de quatre fills, de Walter Sutter Sr. (mort el 1989), un carnisser convertit en xef, i Rosa Sutter (nascuda Schnyder; el 1927). Els seus germans són Walter Sutter, Rolf Sutter i Bernhard Sutter.
La seva família paterna prové de Jonschwil, on els seus pares van ser llogaters del restaurant Sonne durant molts anys. Els seus avantpassats eren principalment hostalers i polítics locals de Sankt Gallen. Més tard, els seus pares es van fer càrrec del restaurant Ilge a Wil, on ella es va criar principalment i va assistir a escoles locals, inclosa l'institut catòlic abans de traslladar-se a Neuchâtel.
Va estudiar interpretació lingüística a la Dolmetscherschule Zürich (avui forma part de la Universitat de Ciències Aplicades de Zúric) i després va estudiar ciències polítiques a Londres i a la Universitat de Montreal. Més tard va cursar un postgrau en pedagogia a la Universitat de Friburg.

## Carrera professional
Durant els seus estudis, Keller-Sutter va treballar com a traductora independent i intèrpret de conferències. Més tard va ser professora a l'escola professional. Keller-Sutter ha exercit anteriorment com a vicepresident del consell d'administració de la St. Gallen Foundation for International Studies.

## Carrera política
Keller-Sutter es va unir al FDP el 1987. Va emprendre una carrera política com a regidora municipal a Wil entre 1992 i 2000. Va presidir l'assemblea municipal l'any 1997. De 1996 a 2000, va ser diputada del Kantonsrat del cantó de Sankt Gallen, mentre presidia el braç local del FDP.
El 12 de març de 2000, Keller-Sutter va ser elegida membre del Regierungsrat del cantó de St. Gallen, on va ser nomenada al departament de seguretat i justícia. També va ser vicepresidenta de la conferència de directors cantonals de justícia i policia. Va presidir el govern el 2006-2007.
El 22 de setembre de 2010, Keller-Sutter va ser candidata al Consell Federal Suís per succeir Hans-Rudolf Merz, però no va aconseguir guanyar les eleccions; Johann Schneider-Ammann, membre del Consell Nacional del cantó de Berna des de 1999, va guanyar l'escó. El 23 d'octubre de 2011, va ser escollida amb el 65% dels vots per representar el cantó de Sankt-Gallen al Consell d'Estats. Va exercir com a presidenta del Consell d'Estats el 2017-2018.
El 8 d'octubre de 2018, Keller-Sutter va tornar a anunciar la seva candidatura al Consell Federal Suís, aquesta vegada per a l'escó del recentment retirat Schneider-Ammann, que l'havia derrotat vuit anys abans. El 5 de desembre de 2018, va ser escollida per al Consell Federal amb 154 vots de 237, junt amb Viola Amherd del Partit Popular Demòcrata Cristià (CVP/PDC).
L'1 de gener de 2025, Keller-Sutter va jurar com a presidenta amb Guy Parmelin com a vicepresident en funcions.

## Vida personal
El 1989, Keller-Sutter es va casar amb el Dr. Morten Keller (nascut el 1964), metge. No tenen fills i resideixen a Wil, St. Gallen. Tenen un Terrier de Jack Russell anomenat Picasso, en honor a Pablo Picasso.